# F*** Me I'm Famous
F*** Me I'm Famous was een syndicated radioprogramma dat elke week te horen was op verschillende zenders van over de hele wereld. Het programma bevatte een dj-mix van David Guetta.
Het was in Nederland van zaterdag- op zondagnacht tussen 3 en 4 uur te horen op Radio 538. Tot 7 september 2013 werd dit programma van vrijdag- op zaterdagnacht tussen 1 en 2 uur uitgezonden. Op 30 juni 2019 was de laatste uitzending op Radio 538. 